# Leucosyrinx
Leucosyrinx är ett släkte av snäckor. Leucosyrinx ingår i familjen Turridae.
Kladogram enligt Catalogue of Life:
| Leucosyrinx | \| \| Leucosyrinx circinata \| \| \| \| \| \| Leucosyrinx crebricostata \| \| \| \| \| \| Leucosyrinx kincaidi \| \| \| \| \| \| Leucosyrinx verrilli \| \| \| \| |
|             | \| \| Leucosyrinx circinata \| \| \| \| \| \| Leucosyrinx crebricostata \| \| \| \| \| \| Leucosyrinx kincaidi \| \| \| \| \| \| Leucosyrinx verrilli \| \| \| \| |
|             | Leucosyrinx circinata |
|             | |
|             | Leucosyrinx crebricostata |
|             | |
|             | Leucosyrinx kincaidi |
|             | |
|             | Leucosyrinx verrilli |
|             | |